# 新潟県立羽茂高等学校
新潟県立羽茂高等学校（にいがたけんりつはもちこうとうがっこう）は、新潟県佐渡市にある高等学校。2019年現在佐渡島内に設置されている4つ（分校を除く）の高等学校・中等教育学校のうちの1つである。かつては赤泊分校、小木分校が存在していた。

## 特色

### 学科
- 全日制
  - 普通科

## 沿革
- 1935年（昭和10年）4月8日  - 開校
- 1948年（昭和23年）3月1日 - 新潟県立羽茂農業高等学校に改称
- 1948年（昭和23年）6月1日 - 赤泊分校・小木分校を設置
- 1949年（昭和24年）4月1日 - 新潟県立羽茂高等学校に改称
- 1979年（昭和54年）3月31日 - 小木分校閉校[1]
- 2007年（平成19年）3月31日 - 赤泊分校閉校[1]

## 校歌
- 『新潟県立羽茂高等学校校歌』（作詞：庵原健・作曲：小出浩平）[2]

## 出身者
- 増田宏一 - 公認会計士、元日本公認会計士協会会長、元エーザイ取締役監査委員長

## 立地・アクセス
- 新潟交通佐渡「羽茂高校前」バス停より徒歩すぐ